# 京都電車住宅
京都電車住宅（きょうとでんしゃじゅうたく）は、京都市伏見区に存在した住宅。

## 概要
1954年に設置を計画。
1955年に輜重兵基地の跡地に母子家庭のために設置。
5万円を月賦で支払うことで払い下げられていた。
母子寮を出た親子が住んでいた。
京都市電の廃車10両を住宅に転用していた。
その大きさは幅2メートル長さ9メートルで6坪ほど。
窓が高く風通しが悪く夏は湿気が酷かった。
電車という強固な構造体の転用のため新しい空間への柔軟な対応はできなかった。
家計にゆとりができた家庭は増築をしていた。増築した部分には外に出るか窓から移動していた。
息子が結婚して息子の嫁も同居した家庭もあった。
娘が結婚して娘夫婦とその子供も住む家庭もあった。
最後の1両のみ残る。